# Gäddsjö
Gäddsjö är en by i Nora socken, Uppland, Heby kommun. Byn är belägen vid Gäddsjön.
Gäddsjö förekommer i dokument första gången år 1312 i markgäldsförteckningen ("in geddoso"), då en skattskyldig som restar 6 öre och en som restar 4 öre upptas. Vid räfsteting 1409 dömdes Mats Ragvastsson (sågskura) att skatta för 20 penningland i Gäddsjö som han undandragit skatt. Under 1500-talet anges Gäddsjö som ett mantal skatte med skatteutjord i Nordmyra och skatteäng i Östanås. 
Bland övrig bebyggelse på ägorna märks torpet Farmansbo, känt sedan 1823, Hebron, Kråknäset eller Hagatorp uppfört under 1900-talet, det försvunna torpet Lugnet uppfört under 1800-talet, Norströms, uppfört under 1900-talet, Olsbo, ett försvunnet torp dokumenterat första gången 1794 och möjligen identiskt med torpet Stares, det försvunna torpet Skräddars, Svedden, Sälls och Tjärdalen. I slutet av 1600-talet fanns här även torpet Skogen.